# Samotny facet
Samotny facet (ang. The Lonely Guy) – amerykańska komedia romantyczna z 1984 roku w reżyserii Arthura Hillera. Adaptacja książki Bruce'a Jaya Friedmana z 1978 roku pt. The Lonely Guy's Book of Life. 

## Fabuła
Zdradzony przez swoja dziewczynę Larry Hubbard rozpoczyna życie tytułowego samotnego faceta. Postawiony przed wieloma nowymi wyzwaniami zauważa, że wokół niego żyje wielu takich jak on samotnych facetów. Z czasem postanawia się z nimi podzielić swoimi doświadczeniami i pisze przewodnik dla samotnych facetów, który okazuje się być bestsellerem. 

## Obsada
- Steve Martin – Larry Hubbard
- Charles Grodin – Warren Evans
- Judith Ivey – Iris
- Steve Lawrence – Jack Fenwick
- Robyn Douglass – Danielle
- Merv Griffin – samego siebie
- Joyce Brothers – sama siebie
- Beau Starr – szeryf
- Julie K. Payne – agent nieruchomości
- Roger Robinson – szef Larry'ego
- Nicholas Mele – zarządca
- Loni Anderson – sama siebie
- Hunt Block – mężczyzna w barze

i in. 

## Plenery
Zdjęcia kręcono w Nowym Jorku.

## Odbiór
Film spotkał się ze słabym przyjęciem zarówno krytyków jak i publiczności. Ci pierwsi wytykali jego twórcom słaby scenariusz, jednak chwalili aktorstwo Martina (The New York Times). "Film, który wydaje się być zrobiony do grania w pustych kinach w pochmurne styczniowe popołudnia" – pisał o nim czołowy amerykański krytyk filmowy Roger Ebert. Frekwencja widzów zapewniła producentom zaledwie kilkumilionowy przychód w ciągu niespełna roku wyświetlania w kinach na świecie.